# Кар
Марк Авре́лій Кар (лат. Marcus Aurelius Carus; 230, Нарбон — 283, Межиріччя) — римський імператор, що правив у 282—283 роках наприкінці Кризи III століття. Його правління відзначилось війною з Державою Сасанідів та захопленням їхньої столиці, Ктесифону. Після несподіваної смерті Кара під час перського походу наступними імператорами стали його сини, Карин і Нумеріан.

## Сім'я та походження
Марк Аврелій Кар народився близько 223 або в 224 році. Ця дата ґрунтується на повідомленні візантійського історика VI століття Іоанна Малали, який згадує в своїй «Хронографії», що на момент смерті Кару було шістдесят років. Вільям Лідбеттер вважає, що Кар народився близько 230 року. Точно невідомо про батьківщину і походження Кара. В ненадійній «Історії Августів» автор біографії Кара робить відразу кілька припущень щодо цього питання:
"Онезім, який дуже ретельно склав життєпис Проба, наполягає на тому, що Кар і народився, і виховувався в Римі, але що його батьки були іллірійцями. Фабій же Церілліан, з найбільшим умінням виклав історію часу Кара, Карина і Нумеріана, стверджує, що він народився не в Римі, а в Ілліриці і що його батьки були не паннонцями, а пунійцями. Пам'ятається, в якомусь щоденнику я читав, що Кар був медіоланцем, але був записаний на дошці курії міста Аквілеї [6] ".
Сучасні історики, спираючись на латинські (Аврелій Віктор, Євтропій, Єронім Стридонський, Сидоній Аполлінарій) і грецькі (Іоанн Зонара) джерела, вважають, що Кар походив із Нарбонської Галлії або її столиці, Нарбони. Тим самим він перервав рід імператорів, що походили з Іллірика. Однак деякі науковці, зокрема Пат Сазерн, вважають його уродженцем далматійского міста Нарона. Ґрунтуючись на тому, що син Кара Нумеріан мав номен «Нумер», дослідники реконструюють ім'я, дане Кару при народженні, як Марк Нумерій Кар або Марк Аврелій Нумерій Кар.
У Кара було два сини: Марк Аврелій Карін і Марк Аврелій Нумерій Нумеріан. Крім того, у нього була дочка Пауліна, а також онук Нігрініан (син або Карина, або Пауліни), який помер незабаром після смерті свого діда. Відомо також, що Кар був сенатором і до вступу на престол обіймав різні військові і цивільні посади. Він перебував на посаді проконсула Кілікії в невідомому році. Крім того, «Історія Августів» включає його в список полководців, яких навчав військової справи сам імператор Проб.

## Сходження на престол
Після сходження на престол Проб призначив Кара на посаду префекта преторіанської гвардії, що свідчить про його довіру до нього. Однак в правління Проба Кар так і не досяг консульства, хоча зазвичай префекти преторія, такі як, наприклад, Луцій Петроній Тавр Волузіан при Галлієні і Юлій Плацидіан при Авреліані, після префектури через якийсь час найчастіше ставали консулами.
Про те, як Кар був проголошений імператором, джерела розповідають по-різному. Згідно з одними джерелами, ця подія відбулася ще за життя Проба, а за іншими — після його вбивства. Наприкінці 282 року, коли Проб знаходився в Сірмії, реційські і норікські легіони повстали, оголосивши імператором префекта преторія Кара, який готував військо для запланованого проби походу проти Персії. Відповідно до грецької традиції, представленої Іоанном Зонарою і Іоанном Антіохійським, Кар дізнався, що місцеві війська хочуть проголосити його імператором проти його власної волі, і звернувся за порадою і з проханням усунути його від командування до Проба. Той же послав проти заколотників армію, яка перейшла на бік Кара, а сам імператор був убитий своїм охоронцем.
Згідно набагато більш численною латинської традиції, Кар нічого Пробу не повідомляв, а був сам призвідником повстання. Подальші події, описувані латинськими джерелами, в цілому збігаються з версією, викладеною в грецьких працях. Тому запевнення «Історії Августів» про непричетність Кара до повстання проти Проба не викликають довіри, оскільки саме Кар отримав найбільшу вигоду від солдатського бунту. Коли Кар дізнався про загибель Проба, він повідомив сенату, що з волі армії він став імператором — так званим «солдатським імператором». Він не спитав у сенаторів навіть формального схвалення, знехтувавши тим самим традиціями. Це свідчило про те, що влада римських імператорів, що раніше прикривалася республіканськими звичаями, набувала відкритого авторитарного характеру.

## Правління та смерть
Своїх синів, Карина та Нумеріана, він негайно проголосив цезарями. У 283 Карин здобув перемогу над сарматами на Дунаї та за відсутності батька отримав титул Августа. Відбивши також напади квадів і язигів на початку 283 року, Кар разом з Нумеріаном вирушив на Схід, задля задуманої ще Авреліаном і Пробом війни з персами.
У той час сасанідський правитель, Бахрам II, був занятий внутрішніми проблемами на території сучасного Афганістану, де боровся з претендентами на престол. Тому частина перського війська, зустрінута Каром на вірмено-месопотамському кордоні, була розбита вщент. Кар безперешкодно перейшов через річки Євфрат і Тигр, взяв Селевкію та перську столицю Ктесифон, отримавши по тому титул «Великий переможець Перський» (лат. Persicus Maximus). 
Помер Кар під час свого походу, у таборі за Тигром. За однією з версій, це сталося під час сильної грози: в кінці грудня 283 року Кар був убитий блискавкою. За іншою версією, це сталося від невідомої смертельної хвороби. У будь-якому разі, обидва його сини не зазнали перешкод і були одразу проголошені новими імператорами. Згодом і Сенат обожнив Кара.

## Родовід
- Марк Аврелій Кар, Римський Імператор
  -  Марк Аврелій Карин, Римський Імператор
    -  Нігрініан, Римський Імператор

  -  Нумеріан, Римський Імператор 
  -  Аврелія Пауліна, Патриція